# Capital fixe
Le capital fixe est l'ensemble des actifs corporels ou incorporels destinés à être utilisés dans le processus de production pendant au moins un an (ce sont des biens durables) on peut dire aussi que produire plus et mieux exige une utilisation harmonieuse des facteurs de productions pour réaliser de nouveaux investissements donc former un capital fixe.

## Karl Marx
Pour Karl Marx, le capital fixe est la part du capital dévolue, dans l'investissement productif, à l'achat de bâtiments (installation d'une usine par exemple), de machines et d'outils. Marx oppose ainsi le capital fixe au capital circulant, ce dernier correspondant à l'achat des matières premières (combustibles, matériaux divers) et de la force de travail sous forme de salaires. Cette distinction entre capital fixe et capital circulant apparaît notamment dans le Livre II du Capital traitant du Procès de Circulation. Il ne faut pas confondre cette opposition avec celle entre le capital constant et le capital variable, qui est analysée par Marx dans le Livre I traitant du Procès de Production.